# 世界の国からナンデスカ?
「世界の国からナンデスカ?」は、オレたちひょうきん族内のコーナー、タケちゃんマンに登場する怪人・なんですかマンのテーマ曲。レコード化はされていない。

## 概要
1970年の日本万国博覧会（大阪万博）のテーマソング「世界の国からこんにちは」の替え歌であり、原曲で「1970年」と歌われている箇所が放送当時の年号である「1984年」、「こんにちは」の部分が「ナンデスカ」と変えられている。他にもいくつかの変更点があり、原曲より歌詞はかなり短くカットされている。
さらに後年、「FNS27時間テレビ!! みんな笑顔のひょうきん夢列島!!」のオープニングでも使われ、この1984年バージョンの「世界の国からナンデスカ?」から一部の歌詞を改変したバージョンが歌われた。